# Fernando Cornejo
Fernando Andrés Cornejo Jiménez (28. januar 1969 - 24. januar 2009) var en chilensk fodboldspiller (højre midtbane).
Cornejo tilbragte hele sin karriere i hjemlandet, hvor han spillede for henholdsvis O'Higgins, Cobreloa og Universidad Católica. Længst tid tilbragte han hos Cobreloa, som han var med til at vinde tre chilenske mesterskaber med.
Cornejo spillede desuden 33 kampe og scorede to mål for det chilenske landshold. Han repræsenterede sit land ved VM i 1998 i Frankrig. Her spillede han to af sit holds fire kampe i turneringen, hvor chilenerne blev slået ud i 1/8-finalen.
Cornejo døde af kræft 24. januar 2009 i en alder af 39 år.